# Tomopteridae
Tomopteridae é uma família de Polychaeta pertencente à ordem Phyllodocida.
Géneros:
- Briaraea Quoy & Gaimard, 1827
- Enapteris Rosa, 1908
- Escholtzia Quatrefages, 1866
- Tomopteris Eschscholtz, 1825